# 短序大野豌豆
短序大野豌豆（学名：Vicia pseudorobus f. breviramea）为豆科野豌豆属大叶野豌豆下的一个变型。